# Concord (Kalifornia)
Concord város az USA Kalifornia államában, Contra Costa megyében. Lakosainak száma 125 410 fő (2020. április 1.).

## Népesség
A település népességének változása:
| Lakosok száma | 122 067 | 125 880 | 125 410 |
|               | 2010    | 2013    | 2020    |